# Bausch & Lomb Championships 2007
Il Bausch & Lomb Championships 2007 è stato un torneo di tennis giocato sulla terra verde.
È stata la 28ª edizione del Bausch & Lomb Championships che fa parte della categoria Tier II nell'ambito del WTA Tour 2007. Si è giocato al Racquet Park at the Amelia Island Plantation nella Amelia Island in Florida dal 2 all'8 aprile 2007.

## Campionesse

### Singolare
Tatiana Golovin ha battuto in finale  Nadia Petrova, 6–2, 6–1

### Doppio
Mara Santangelo /  Katarina Srebotnik hanno battuto in finale  Anabel Medina Garrigues /  Virginia Ruano Pascual, 6–3, 7–6(4)